# Miguel Álvarez Castro
Miguel Álvarez Castro (Departament de San Miguel, 1795-1855) va ser un polític salvadorenc. També és considerat com el primer poeta del seu país en ordre cronològic.
Va néixer en una hisenda propera a la ciutat de San Miguel de la Frontera. En la seva joventut va estudiar en Antiga Guatemala al Col·legi d'Infants, però no va poder acabar la seva carrera per la mort dels seus pares. Va ser diputat al Congrés Constituent de 1822 del Primer Imperi Mexicà.
En temps de la Federació Centroamericana, en règim de Francisco Morazán, va aconseguir ser diputat i ministre de Relacions Exteriors. Fidel seguidor d'aquest militar i polític, va acompanyar en el seu exili cap a Costa Rica fins al seu afusellament.
A El Salvador va participar en l'intent de derrocament de Francisco Malespín, fet que li va valer exiliar a Nicaragua. Caigut aquest del poder, va tornar al seu país on es va retirar de la vida pública. La seva obra és recollida en antologies com Garlanda Salvadorenca (1884) de Román Mayorga Rivas i Galeria poètica centreamericana (1888) de Ramon Uriarte. Va morir en condicions paupèrrimes en 1855.

D'acord amb Juan Ramón Uriarte: 
| « | Home d'Estat, músic i poeta, dedicava els lleures a compondre i cantar els seus versos... De simple escrivent va arribar a ser ministre del Govern Federal... és el poeta patriòtic, el poeta de les llibertats públiques... Delicat i correcte en la forma, la seva inspiració vola noble i serena. Però més que tot va ser un poeta humà com Horaci. | » |

## Fragment de la seva poesia
| « | AL CIUTADÀ JOSÉ DE LA VALL A un dels robusts Arbres corpulents, O del cedre que altiu s'aixeca, No és donat als arbustos Formar alts intents; I al parell de la dolcíssima gola Amb que la cadernera canta, La feble ocellet Tem deixar anar la seva veu, tem i s'humilia. Així jo em contemplo Davant del cor harmoniós Dels sagrats cignes de Hipocrene Tom la lira i temple, Mas el llavi medroso Per un secret impuls s'atura. S'anima, i li conté El respecte que només Vosaltres em inspireu, fills d'Apol · lo. D 'GARLANDA Salvadorenca, Sant Salvador, 1884. | » |